# Municipalità di Khoni
La municipalità di Khoni (in georgiano ხონის მუნიციპალიტეტი?) è una municipalità georgiana dell'Imerezia.
Nel censimento del 2002 la popolazione si attestava a 31.749 abitanti. Nel 2014 il numero risultava essere 23.570.
La cittadina di Khoni è il centro amministrativo della municipalità, la quale si estende su un'area di 429 km².

## Popolazione
Dal censimento del 2002 la municipalità risultava costituita al 99,2% da persone di etnia georgiana.

## Monumenti e luoghi d'interesse
- Khoni